# Шлегель, Юлий Генрих Готлиб
Юлий Генрих Готлиб Шлегель (15 марта 1772 — 18 января 1839) — немецкий и австрийский врач.

## Биография
Юлий Генрих Готлиб Шлегель родился в Йене в семье администратора музыкального театра, был седьмым ребёнком в семье. Школьное образование получил в родном городе, уже в 1788 году поступил в Йенский университет на медицинский факультет; в 1795 году защитил докторскую диссертацию по медицине. С 1796 года начал практиковать в родном городе, но уже в октябре того же года переехал в Ильменау, где стал городским врачом. В 1810 году стал придворным врачом в Веймаре и Саксен-Майнингене, в 1811 году получил должность советника в Шварцбурге. В 1813—1814 годах, во время Наполеоновских войн, был военным врачом в союзной русско-австрийской армии. В 1817 году был врачом полиции в Саксен-Майнингене, в 1824 году — первым курортным врачом в Лейбенштейне, также с этого времени последовательно занимая ряд административно-медицинских должностей; был членом Венской медицинской академии.
Наиболее известные работы: «Fieberlehre oder theoretisch prakt. Handbuch zur Erkenntniss und Behandlung der Fieber» (Эрфурт, 1824). С 1800 года он издавал «Materialien für die Staatsarzneiwissenschaften und prakt. Heilkunde», a с 1819 года — «Neue Materialien etc.». Его научные интересы включали общую и прикладную медицину, фармакологию и судебную медицину.